# Astronom

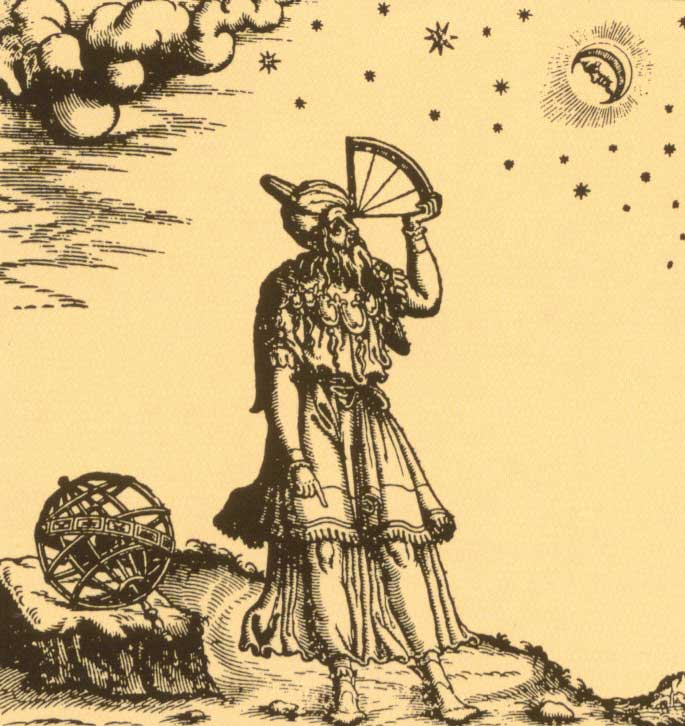
Historische Darstellung eines Astronomen bei der Arbeit

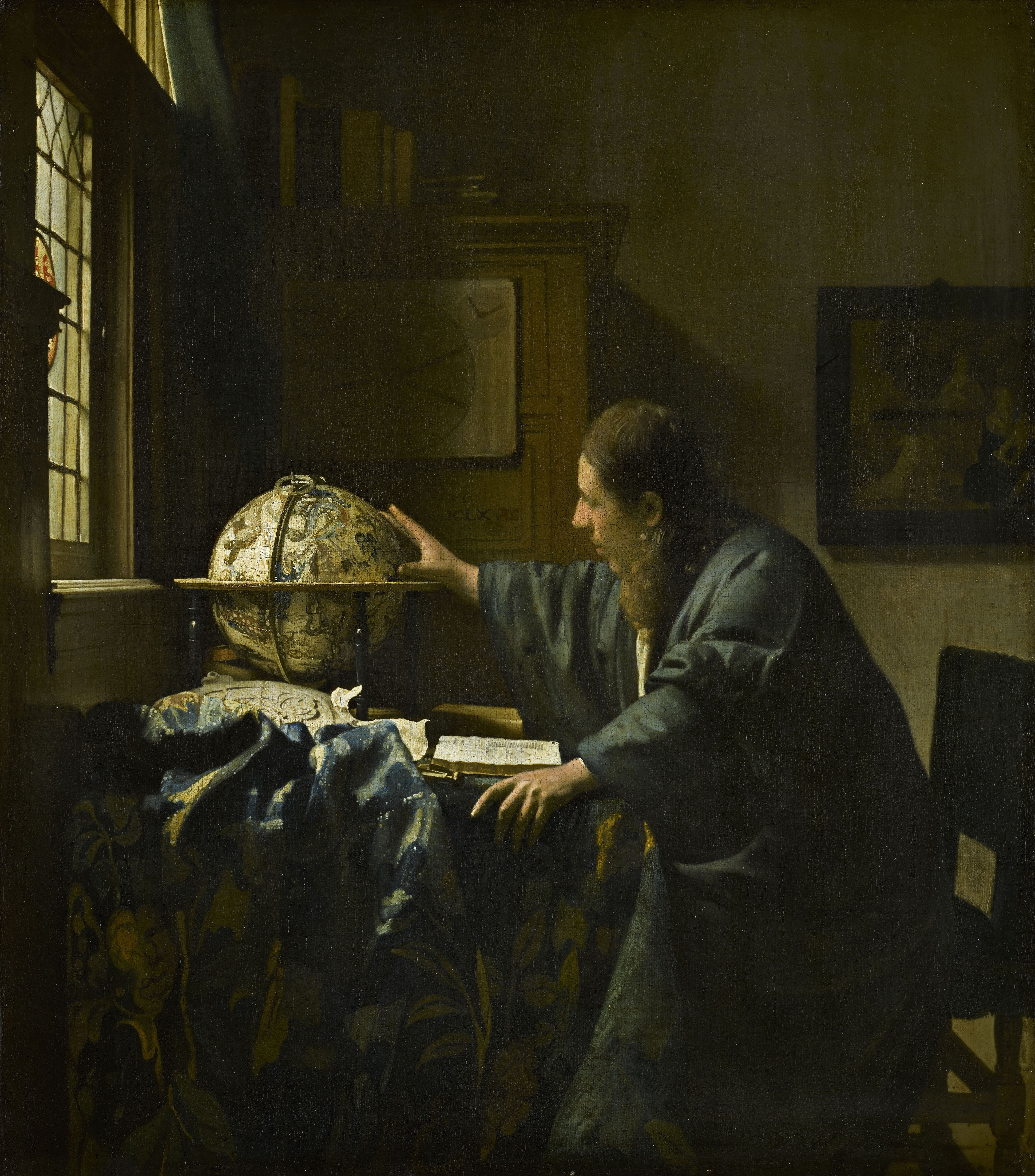
Jan Vermeer 1668, Der Astronom

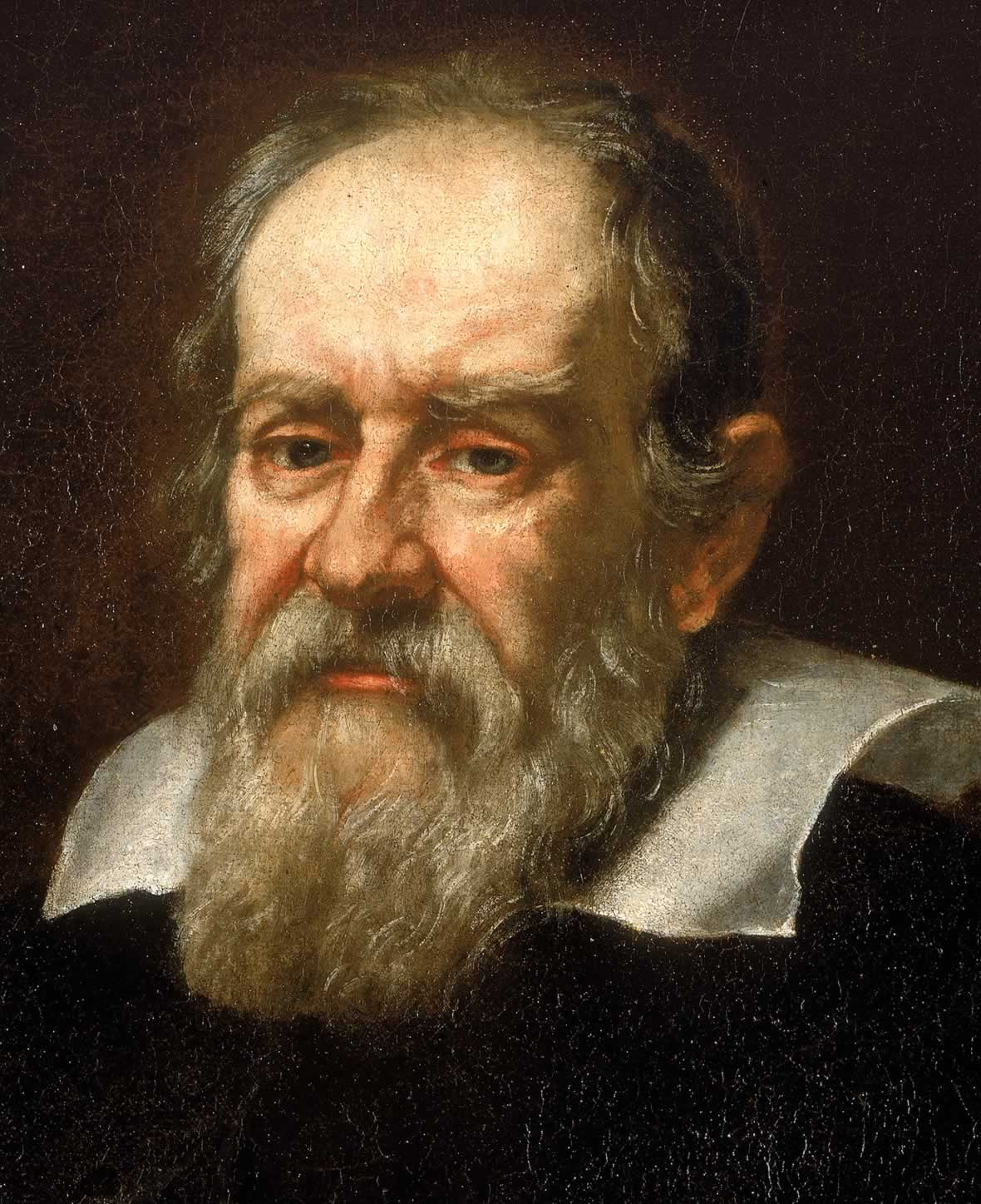
Galileo Galilei, einer der Väter der modernen Astronomie (hier durch häufige Sonnenbeobachtung schon fast erblindet). Porträt J.Sustermans 1636

Ein Astronom oder eine Astronomin (von ἄστρον ástron ‚Stern, Gestirn‘ und νόμος nómos ‚Gesetz‘) ist eine (meist akademisch gebildete) Person, die sich wissenschaftlich mit der Astronomie beschäftigt.

## Haupttätigkeit der Astronomen
Beschränkt man den Begriff Astronom auf jene Wissenschaftler, die sich hauptberuflich der Astronomie widmen, dann sind meist zwei der folgenden Tätigkeiten Gegenstand des Berufs:
- wissenschaftliche Forschung auf dem Gebiet Astronomie, insbesondere in der Astrophysik, Astrometrie, Kosmologie oder im Bereich des Planetensystems beziehungsweise der Raumfahrt
  - Die Arbeit kann im Beobachten bestehen, in deren Analyse.
- Lehrtätigkeit an einer Universität als Hochschulprofessor oder -assistent.
- Entwicklung von Messinstrumenten oder Computerprogrammen.
- Leitung und/oder Verwaltung von Einrichtungen für Forschung und Entwicklung bzw. von großen Projekten – etwa bei der ESA oder NASA.

Der Beruf des Fachastronomen setzt im Regelfall ein Hochschulstudium der Astronomie oder verwandter Naturwissenschaften voraus, etwa ein Diplom der Physik oder Astronomie (nur in Österreich), manchmal auch Studienabschlüsse aus Mathematik, Geodäsie, Aeronautik und anderen. Das Verfassen einer Dissertation schließt sich in den meisten Fällen an, denn die abgeschlossene Promotion gilt oft als Einstellungsvoraussetzung.

## Gewandeltes Berufsbild
Das Berufsbild des Astronomen hat sich immer wieder gewandelt. In der Vergangenheit beobachteten modernere Astronomen überwiegend den Himmel mittels optischer Teleskope an Sternwarten. Heute arbeiten die meisten Astronomen an sehr spezialisierten Fragestellungen und überwiegend am Computer. Sie verwenden  elektromagnetische Signale aus allen Wellenlängenbereichen, von der kurzwelligen Gammastrahlung bis zu den längsten Radiowellen. Viele Messdaten werden auch über das Internet verbreitet – insbesondere bei regelmäßigen internationalen Messkampagnen wie im IVS – beziehungsweise vom Netz übernommen.
Daher arbeiten Astronomen heute kaum mehr am Fernrohr selbst, sondern nur einen vergleichsweise kurzen Teil ihrer Arbeitszeit in den Kontrollräumen der Sternwarten. Die dort gewonnenen Daten werden meist außerhalb der Nachtdienste ausgewertet und aufbereitet. Immer mehr gewinnt das so genannte „service mode observing“ (Beobachtung auf Abruf) an Bedeutung: es werden nur Beobachtungsziel und -art angegeben werden, während die Beobachtungen unabhängig oder automatisiert an den Teleskopen beziehungsweise von Erdsatelliten durchgeführt werden.

## Fach- und Amateurastronomen
Da viele Studenten des Faches später auf anderen Gebieten arbeiten, hängt es von ihrem Selbstverständnis ab, ob sie sich auch weiterhin als Astronom bezeichnen. Inwieweit wissenschaftlich tätige Amateurastronomen als Astronomen im eigentlichen Sinn zu nennen sind, ist ebenfalls offen. Besonders in früheren Jahrhunderten ist eine Trennung zwischen Fachastronom und Amateur wenig zweckmäßig, wie etwa das Beispiel von Wilhelm Olbers zeigt.
Da die Astronomie nach wie vor eine Wissenschaft ist, die auch im professionellen Bereich von einzelnen und kleinen Forschungsgruppen geprägt ist, haben auch Amateure mit der entsprechenden Begabung und Ausrüstung die Möglichkeit, mitzuwirken. Amateure sind oft dort erfolgreich, wo eine kontinuierliche Beobachtung notwendig ist, aber wegen der Kosten durch Großteleskope kaum professionell machbar ist, etwa die Asteroiden- und Kometenüberwachung oder auf dem Gebiet veränderlicher Sterne sowie der Astrometrie.

## Dienstzeit
Die Zeiten des „astronomischen Schlafmangels“, über die auch berühmte Astronomen manchmal in ihren Briefen oder Berichten geklagt haben, sind größtenteils vorüber. Moderne Sternwarten sind meistens mit Technologien ausgerüstet, die ein gewisses Maß an Fernbedienung erlauben oder sogar international anbieten, wie z. B. einige Observatorien auf Hawaii oder ESO-Sternwarten wie in Chile. Da visuelle Messungen oder Kontrollen nun selten erforderlich sind und elektro-optische Sensoren grundsätzlich auch eine Funktionskontrolle über EDV oder über das Internet erlauben, werden durchgehend nächtliche Arbeitszeiten zunehmend seltener.